# Cantonul Crémieu
Cantonul Crémieu este un canton din arondismentul La Tour-du-Pin, departamentul Isère, regiunea Rhône-Alpes, Franța.

## Comune
- Annoisin-Chatelans
- La Balme-les-Grottes
- Chamagnieu
- Chozeau
- Crémieu (reședință)
- Dizimieu
- Frontonas
- Hières-sur-Amby
- Leyrieu
- Moras
- Optevoz
- Panossas
- Parmilieu
- Saint-Baudille-de-la-Tour
- Saint-Hilaire-de-Brens
- Saint-Romain-de-Jalionas
- Siccieu-Saint-Julien-et-Carisieu
- Soleymieu
- Tignieu-Jameyzieu
- Trept
- Vénérieu
- Vernas
- Vertrieu
- Veyssilieu
- Villemoirieu